# Намуйлик Петро Петрович
Петро Петрович Намуйлик (нар. 13 березня 1996, Кузнецовськ, Рівненська область, Україна) — український футболіст, атакувальний півзахисник естонського клубу «Вапрус» (Пярну)

## Життєпис
Вихованець львівського ЛДУФК. З 2008 по 2009 рік грав за команду рідного міста «Ізотоп» в чемпіонаті Рівненської області. З 2013 по 2015 рік виступав за «Карпати» (Львів) у юніорському чемпіонаті України. У 2015 році підтриував форму в аматорському колективі «Агро» (Синьків). Взимку 2016 року залишив львівський клуб.
Взимку 2016 року побував на перегляді в польському «Русі», але команді не підійшов. Потім пройшов збори із «Заврчем», з яким підписав 3-річний контракт. У лютому 2016 року підписав контракт з середняком словенського чемпіонату, ФК «Заврч». Однак у футболіста виникли проблеми з документами, але так і не отримав всі необхідні дозволи на роботу в Словенії, тому не зіграв за команду жодного офіційного матчу, окрім цього у клубу була 4-місячна заборгованість по зарплаті. 
У липні 2016 року розірвав контракт зі «Заврчем». Побував на перегляді у «Вересі», але рівненському клубу не підійшов. А 17 вересня того ж року підписав 1-річний контракт з «Ворсклою». Проте за першу команду полтавчан не грав, провів 6 матчів за молодіжну команду «ворсклян». 24 листопада 2016 року полтавський клуб розірвав контракт з Петром.
На початку 2017 року грав за аматорський клуб «Случ» (Старокостянтинів). У липні 2017 року підсилив «Скалу». У футболці стрийського клубу дебютував 15 липня 2017 року в переможному (3:0) домашньому поєдинку 1-го туру групи А Другої ліги проти «Тернополя». Намуйлик вийшов на поле в стартовому складі та відіграв увесь матч, а на 79-й хвилині відзначився голом у воротах тернополян. У сезоні 2017/18 років зіграв 25 матчів у Другій лізі, в яких відзначився 2-ма голами. По завершення сезону залишив розташування «Скали». 15 вересня 2018 року перейшов у «Поділля». Дебютував у футболці хмельницького клубу 16 вересня 2018 року в нічийному (0:0) виїзного поєдинку 9-го туру групи А Другої ліги проти «Калуша». Петро вийшов на поле на 62-й хвилині, замінивши Андрія Муляра. З вересня по жовтень 2018 року зіграв 4 матчі в Другій лізі. 1 січня 2019 року отримав статус вільного агента.
1 липня 2020 року підписав контракт з естонським «Вапрусом». У футболці нового клубу дебютував 30 липня 2020 року в нічийному (1:1) домашньому поєдинку 15-го туру Есіліги А проти земляків з «Пярну». Намуйлик вийшов на поле в стартовому складі, на 69-й хвилині отримав жовту картку, а на 73-й хвилині його замінив Євген Новіков. Дебютним голом за команду з Пярну відзначився 27 серпня 2020 року на 16-й хвилині переможного (4:2) домашнього поєдинку 20-го туру Есіліги А проти «Вандри». Петро вийшов на поле в стартовому складі та відіграв увесь матч.